# زمان تخمینی رسیدن

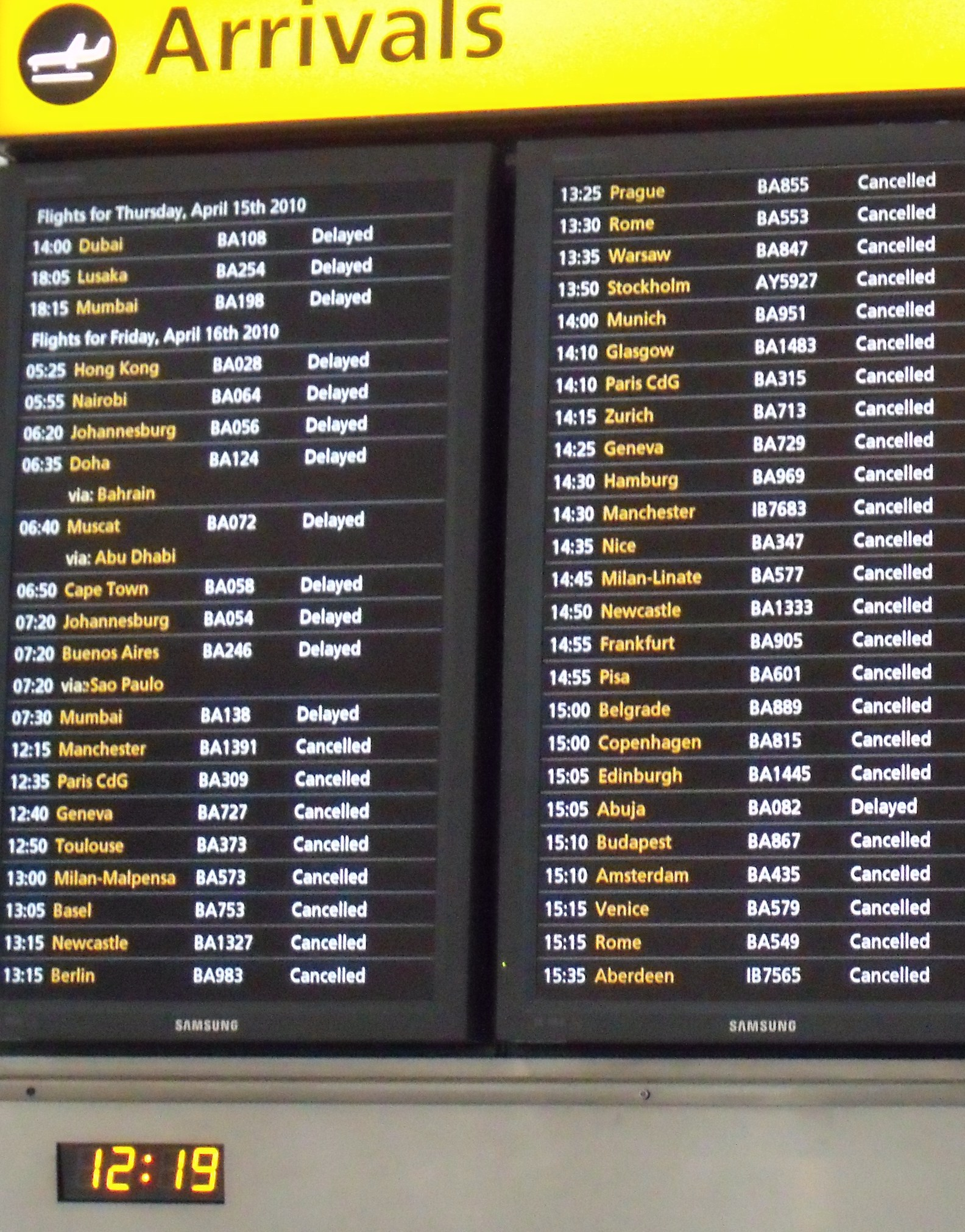
نمونه‌ای از «زمان تخمینی رسیدن» در صنعت هوانوردی. یک‌نمایشگز با زمان تخمینی رسیدن در فرودگاهی در لندن دیده می‌شود. - ۲۰۱۰

زمان تخمینی رسیدن یا ETA زمانی است که یک کشتی، وسایل نقلیه، هواپیما، محموله یا خدمات اضطراری انتظار می رود که در یک مکان خاص وارد شود.
یکی از کاربردهای رایج آن در حمل و نقل عمومی است که جابجایی قطارها، اتوبوس ها، هواپیما و غیره می‌تواند به منظور تولید بار تخمین زده شده بر اساس زمان بندی ایستا یا از طریق اندازه گیری شدت ترافیک استفاده شود.